# 박은철
박은철(朴殷哲, 1981년 1월 18일~)은 대한민국의 레슬링 선수, 지도자이다. 2008년 하계 올림픽에서 남자 그레코로만형 밴텀급 종목 동메달을 획득했다.

## 수상

### 수훈
- 체육훈장 거상장(2013년 10월 15일)